# 조정 (1551년)
조정(趙挺, 1551년 ~ 1629년)은 조선의 문신이다. 본관은 양주, 자는 여호(汝豪), 호는 한수(漢叟)·죽천(竹川), 광해군 때 우의정까지 지냈지만, 인조반정 이후 관작이 삭탈되었다가 대북의 일파로 몰려서 유배되고 거기서 죽었다.

## 생애
1589년(선조 22년)에 문과에 급제하여 정언이 되고 곧 시강원보덕으로 승진하였다. 하지만 임진왜란 와중에 임무를 소홀히 한 죄로 공주목사라는 외직으로 나가게 되고 거기서 또 임무를 소홀히 한 죄로 인해서 파직되고 추국을 받게 된다. 하지만 나중에 복직되어서 1595년에 전적으로 임명되었고 시강원필선으로 승진하면서 광해군의 측근으로 합류하게 된다. 이후 회양부사를 하다가 1599년에 대사간에 임명되면서 당상관 반열에 오르게 된다. 이후 동부승지로 임명되고 곧 다시 사간원대사간으로 임명된다. 이후 이조참판으로 승진하여 재상의 반열에 올랐으며 곧 동지중추부사로 나가게 된다. 이후 대사성과 첨지중추부사를 거쳐서 홍문관부제학까지 승진한다. 이후 다시 이조참판이 되었으며 이후 동지춘추관사를 겸하게 된다. 그 뒤에는 동지의금부사가 되었고 다시 첨지중추부사로 한직에 나갔다가 특진관을 겸하게 된다. 이후 안변부사로 외직에 나갔다가 남양부사로 다시 임명된 뒤에 외직을 전전하다가 광해군 즉위 후에 이이첨, 정인홍, 박승종, 유희분, 한효순, 민몽룡 등의 추천으로 형조참판, 이조참판을 했으며 그 이후에는 다시 형조참판으로 임명되었다가 대사헌으로 승진했다. 그 뒤 한성부판윤으로 승진하여 정경의 반열에 올랐다가 다시 대사헌이 되었고 곧 다시 한성부판윤, 대사헌을 거쳐서 형조판서로 승차한다. 이후 다시 대사헌이 되었다가 지중추부사가 되었다. 그 이후에는 한성부판윤으로 다시 임명되었으며 곧 다시 대사헌이 되었다가 좌참찬까지 승진한다. 이후 지의금부사가 되었으며 우참찬과 대사헌을 거쳐서 다시 지의금부사로 임명되어서 김직재의 옥을 주관하게 되었다. 그 이후 우참찬이 되었으며 다시 대사헌에 임명되었다. 그러다가 이조판서에 임명되었는데 곧 사직하게 되었다. 이후 복직하여 형조판서에 재임명되었으며 폐모론 주장에 동참하게 된다. 이후 다시 이조판서에 임명되어 재직하다가 우의정으로 승진하여 북인정권의 실세가 되지만 인조반정으로 광해군이 몰락하자 삭직되었으며, 나중에 유배되어서 1629년에 배소에서 죽었다. 사후 숙종 때 신원되었다.